# دنيس نوفاك
دنيس نوفاك (بالألمانية: Dennis Novak)‏ هو لاعب كرة مضرب نمساوي، ولد في 28 أغسطس 1993 في فينر نويشتات في النمسا.

## وصلات خارجية
- دنيس نوفاك على موقع رابطة محترفي التنس (الإنجليزية)
- دنيس نوفاك على موقع الاتحاد الدولي لكرة المضرب (الإنجليزية)
- دنيس نوفاك على موقع كأس ديفيز (الإنجليزية)
- دنيس نوفاك على موقع خلاصة التنس.كوم (الإنجليزية)
- دنيس نوفاك على موقع إي إس بي إن.كوم (الإنجليزية)